# Dzieciak
Dzieciak (tytuł oryginalny The Kid, znany także jako Disney's The Kid) – amerykańska tragikomedia z 2000 roku.

## Opis fabuły
Russ Duritz (Bruce Willis) jest 40-letnim pracownikiem agencji reklamowej. Odnosi sukcesy, ale jest niesympatyczny i impertynencki, nie ma przyjaciół ani kolegów. Prowadziłby tak swoje życie, gdyby na drodze nie spotkał 8-latka. Nie jest to zwykły 8-latek, ale on sam z czasów dzieciństwa. To spotkanie wywróci mu życie do góry nogami.

## Obsada
- Bruce Willis - Russ Duritz
- Spencer Breslin - Rusty Duritz
- Emily Mortimer - Amy
- Lily Tomlin - Janet
- Jean Smart - Deirdre Lafever
- Chi McBride - Kenny
- Daniel von Bargen - Sam Duritz
- Dana Ivey - Dr Alexander
- Susan Dalian - Giselle
- Stanley Anderson - Bob Riley

## Nagrody i wyróżnienia
- Akademia Science Fiction, Fantasy i Horroru (Saturn)
  - Spencer Breslin - najlepsza kreacja młodego aktora lub aktorki (nominacja, 2001)
- Nagroda Młodych Artystów
  - Spencer Breslin (wygrana, 2001)
  - najlepszy familijny film - komedia (nominacja, 2001)

## Dodatkowe informacje
- 8-letni Russ Duritz ogląda znaną kreskówkę Ed, Edd i Eddy